# Ebba Andersson
Ebba Andersson (Delsbo, 10 luglio 1997) è una fondista svedese.

## Biografia
La Andersson, attiva in gare FIS dal gennaio del 2014, ha esordito in Coppa del Mondo il 15 febbraio 2015 a Östersund (15ª) e ai Campionati mondiali a Lahti 2017, dove ha vinto la medaglia d'argento nella staffetta e si è classificata 16ª nella 30 km e 21ª nello skiathlon.
Ai XXIII Giochi olimpici invernali di Pyeongchang 2018, suo esordio olimpico, ha vinto la medaglia d'argento nella staffetta e si è classificata 13ª nella 10 km, 13ª nella 30 km e 4ª nello skiathlon. Il 25 novembre dello stesso anno ha colto a Kuusamo il suo primo podio in Coppa del Mondo (3ª); ai Mondiali di Seefeld in Tirol 2019 ha vinto la medaglia d'oro nella staffetta ed è stata 16ª nella 10 km e 6ª nella 30 km. Il 10 gennaio 2021 ha conquistato la prima vittoria in una tappa intermedia di Coppa del Mondo nella Final Climb del Tour de Ski in Val di Fiemme; ai Mondiali Oberstdorf 2021 ha vinto la medaglia di bronzo nello skiathlon e nella 10 km e si è classificata 4ª nella 30 km e 6ª nella staffetta. Ai XXIV Giochi olimpici invernali di Pechino 2022 ha vinto la medaglia di bronzo nella staffetta e si è piazzata 6ª nella 10 km, 8ª nella 30 km e 10ª nello skiathlon; il 26 novembre 2022 ha conquistato la prima vittoria in Coppa del Mondo nella 10 km a tecnica classica disputata a Kuusamo e ai successivi Mondiali di Planica 2023 ha vinto la medaglia d'oro nello skiathlon e nella 30 km e quella di bronzo nella 10 km e nella staffetta. Ai Mondiali di Trondheim 2025 ha vinto la medaglia d'oro nella 10 km, nello skiathlon e nella staffetta ed è stata 4ª nella 50 km.

## Palmarès

### Olimpiadi
- 2 medaglie:
  - 1 argento (staffetta a Pyeongchang 2018)
  - 1 bronzo (staffetta a Pechino 2022)

### Mondiali
- 11 medaglie:
  - 6 ori (staffetta a Seefeld in Tirol 2019; skiathlon, 30 km a Planica 2023; skiathlon, 10 km, staffetta a Trondheim 2025)
  - 1 argento (staffetta a Lahti 2017)
  - 4 bronzi (10 km, skiathlon a Oberstdorf 2021; 10 km, staffetta a Planica 2023)

### Mondiali juniores
- 5 medaglie:
  - 3 ori (10 km, staffetta a Râșnov 2016; 5 km a Park City 2017)
  - 1 argento (inseguimento a Park City 2017)
  - 1 bronzo (inseguimento ad Almaty 2015)

### Coppa del Mondo
- Miglior piazzamento in classifica generale: 3ª nel 2021 e nel 2022
- 37 podi (30 individuali, 7 a squadre):
  - 9 vittorie (7 individuali, 2 a squadre)
  - 16 secondi posti (11 individuali, 5 a squadre)
  - 12 terzi posti (individuali)

#### Coppa del Mondo - vittorie
| Data             | Località    | Nazione   | Specialità                                                 |
| ---------------- | ----------- | --------- | ---------------------------------------------------------- |
| 26 novembre 2022 | Kuusamo     | Finlandia | 10 km TC                                                   |
| 27 gennaio 2023  | Les Rousses | Francia   | 10 km TL                                                   |
| 29 gennaio 2023  | Les Rousses | Francia   | 20 km TC MS                                                |
| 4 febbraio 2023  | Dobbiaco    | Italia    | 10 km TL                                                   |
| 25 novembre 2023 | Kuusamo     | Finlandia | 10 km TC                                                   |
| 3 dicembre 2023  | Gällivare   | Svezia    | 4x7,5 km (con Moa Lundgren, Emma Ribom e Moa Olsson)       |
| 16 dicembre 2023 | Trondheim   | Norvegia  | 20 km ST                                                   |
| 21 gennaio 2024  | Oberhof     | Germania  | 4x7,5 km (con Linn Svahn, Frida Karlsson e Jonna Sundling) |
| 15 febbraio 2025 | Falun       | Svezia    | 10 km TC                                                   |

Legenda:

TC = tecnica classica

TL = tecnica libera

MS = partenza in linea

ST = skiathlon

#### Coppa del Mondo - competizioni intermedie
- 13 podi di tappa:
  - 1 vittoria
  - 5 secondi posti
  - 7 terzi posti

##### Coppa del Mondo - vittorie di tappa
| Data            | Località      | Nazione | Competizione | Specialità  |
| --------------- | ------------- | ------- | ------------ | ----------- |
| 10 gennaio 2021 | Val di Fiemme | Italia  | Tour de Ski  | 10 km TL MS |

Legenda

TL = tecnica libera

MS = partenza in linea